# 기채시장
기채시장(起債市場)은 공사채(예를 들어 국채, 사업채, 금융채 등의 채권.)를 발행하는 시장이다. 명칭에 시장이란 용어가 들어 있으나 채권의 발행자나 소화처로 구성하는 거래 조직으로 거래가 되는 장소나 건물이 따로 존재하는 것은 아니다.